# Середньочеський кубок з футболу 1919
Середньочеський кубок 1919 (чеськ. Stredoceský Pohár 1919) — другий розіграш футбольного кубку Середньої Чехії. Переможцем змагань вдруге став клуб «Спарта» (Прага)

## Результати матчів
- «Колін»  — «Славія» (Прага) — 2:1

## Фінал
Вирішальний матч був проведений в 1920 році.
| 14.03.1920 |

| «Спарта»           | 2 — 0 | «Вікторія» (Жижков) |
| ------------------ | ----- | ------------------- |
| Янда 16' Влчек 22' | звіт  |                     |

| Прага |

«Спарта»: Пейр, Гоєр, Поспішил, Коленатий, Фівебр, Пешек, Седлачек, Янда, Пілат, Влчек, Плачек
«Вікторія»: Клапка, Стейнер, Шварц, Гдрлічка-мол, Влк, Плодр, Колінський, Сейферт, Мисік, Новий, Земан